# Jacques Rousseau (atleta)
Jacques Rousseau (Basse-Terre, 10 de marzo de 1951-14 de febrero de 2024) fue un atleta francés especializado en la prueba de salto de longitud, en la que consiguió ser campeón europeo en 1978.

## Carrera deportiva
En el Campeonato Europeo de Atletismo en Pista Cubierta de 1976 ganó la medalla de oro en el salto de longitud, con un salto de 7.90 metros, superando al soviético Valeriy Podluzhniy  y al alemán Joachim Busse.
En el Campeonato Europeo de Atletismo de 1978 ganó la medalla de oro en el salto de longitud, con un salto de 8.18 metros que fue récord de los campeonatos, superando al yugoslavo Nenad Stekić (plata con 8.12 m) y al soviético Vladimir Tsepelyov (bronce con 8.01 m).